# Andy Pape
Andy Pape (født 1955) er en dansk-amerikansk komponist.
Pape blev født og voksede op i Hollywood, USA, men flyttede til Danmark i 1971. Han studerede musikvidenskab på Københavns Universitet og senere komposition hos Ib Nørholm på Det Kongelige Danske Musikkonservatorium. Hans værker inkluderer adskillige operaer, bl.a. Houdini den Store (1988). Andy Pape har været huskomponist hos Randers Kammerorkester og Den Fynske Opera (2011–14). Hans værk L'anima della musica blev uropført som det første værk på programmet ved indvielsen af DR Koncerthuset den 17. januar 2009.